# Джеймсон, Генри
Ге́нри Вуд Дже́ймсон (англ. Henry Wood  Jameson; 19 апреля 1883, Сент-Луис, Миссури — 7 марта 1938, Питтсбург, Пенсильвания) — американский футболист, бронзовый призёр летних Олимпийских игр 1904.
На Играх 1904 в Сент-Луисе Джеймсон выступал за вторую сборную США. Проиграв два матча и проведя один вничью, он занял третье место и получил бронзовую медаль.